# Поздеев, Пётр Кириллович (писатель)
Пётр Кириллович Поздеев (10 апреля 1931, д. Гереево, Игринский район, Вотская автономная область, РСФСР, СССР — 7 июня 2007, Ижевск, Удмуртская Республика, Россия) — удмуртский писатель, прозаик и поэт, фольклорист, переводчик, литературовед, журналист. Член Союза писателей СССР (1980). Лауреат Государственной премии УАССР. Заслуженный работник культуры РСФСР (1990).

## Биография

### Детство и юность
Пётр Поздеев родился в 1931 году в многодетной крестьянской семье деревни Гереево Игринского района Удмуртии. Учился в Гереевской начальной, Среднешадбеговской семилетней и Игринской средней школах. Первой самостоятельной литературной работой стало стихотворение «Лоза тымемын» (в переводе К. Шишло с удм. — «Покорённая река»), опубликованное в газете «Советской Удмуртия» весной 1950 года. В нём автор рассказал о построенной его земляками на родной реке Лозе гидроэлектростанции.

### Образование
По окончании средней школы Пётр поступил на факультет языка и литературы Удмуртского педагогического института. Здесь он посещает литературно-творческий кружок, основанный ещё в 30-х годах одним из основоположников удмуртской литературы Кедра Митреем. В 1954 году окончил институт со специальностью учителя русского языка и литературы в нерусской школе и удмуртского языка и литературы, после чего по направлению работал инспектором в Игринском РОНО, а также учителем удмуртского языка и литературы в Игринской средней школе и ответственным секретарём в редакции районной газеты «Светлый путь».

### Литературная и общественная деятельность
В январе 1957 года Пётр Кириллович был принят в сектор литературы и фольклора Удмуртского НИИ на должность младшего научного сотрудника, а с 1963 по 1977 годы возглавлял его. В 1964 году, будучи старшим научным сотрудником УдНИИ, закончил заочно аспирантуру УГПИ по специальности «Фольклористика». Диссертацию на тему обогащения удмуртского народного песенного репертуара за счёт переводов песен иноязычного происхождения, писавшуюся под руководством Надежды Петровны Кралиной, завершить не удалось — по настоянию председателя Союза писателей Удмуртии Флора Васильева в 1977 году Пётр Поздеев был переведён на работу в редакцию журнала «Молот».
Первая книга стихов Петра Поздеева «Зоринча» (с удм. — «Утренняя звезда») вышла в свет в 1965 году. В 1980 году вышла в свет иллюстрированная книжка стихов и загадок для детей под названием «Пичи пӧйшурась» (с удм. — «Маленький охотник»). В 1990 году был издан сборник его избранных стихов под названием «Ньыльдон шур йылысь» (с удм. — «С сорока речных истоков»»). Стихи Поздеева переведены на русский, белорусский, татарский, коми и венгерский языки.
Будучи заведующим сектором Удмуртского НИИ, Пётр Поздеев уделял большое внимание изучению родного фольклора и литературы. Под его авторством вышли в свет сборник удмуртских песен «Жингырты, удмурт кырӟан!» (с удм. — «Звени, удмуртская песня!»; 1960, переиздан в 1987), учебник по истории удмуртской литературы для старших классов средней школы (в соавторстве с А. Ермолаевым; четыре издания с 1975), учебное пособие по удмуртскому музыкальному фольклору для младших и средних музыкальных учебных заведений «Сокровище народное» (в соавторстве с А. Голубковой; 1987). Состоял членом Комитета советского финно-угроведения при Президиуме АН СССР и был делегатом Международных конгрессов финно-угроведов в Таллинне (1970) и в Будапеште (1975).

## Награды и память
Пётр Кириллович Поздеев был награждён четырьмя медалями (1970, 1985, 1995, 2002) и двумя Почётными грамотами Президиума Верховного Совета Удмуртской АССР (Государственного Совета Удмуртской Республики). В 1988 году ему присудили Государственную премию УАССР за выпуск антологии удмуртских народных и литературных песен с нотами «Жингырты, удмурт кырӟан!». В 1990 году он был удостоен звания «Заслуженный работник культуры РСФСР». В 1998 году Пётр Кириллович был награждён Орденом Почёта, а его именем по решению Игринского районного Совета депутатов названа библиотека деревни Кабачигурт.